# Chimarra gressitti
Chimarra gressitti är en nattsländeart som beskrevs av Sykora 1967. Chimarra gressitti ingår i släktet Chimarra och familjen stengömmenattsländor. Inga underarter finns listade i Catalogue of Life.